# فيليبي فرنسيسكو دوس سانتوس
فيليبي فرنسيسكو دوس سانتوس هو لاعب كرة قدم برازيلي، ولد في 24 يوليو 1987 في ساو باولو في البرازيل. لعب مع نادي بيترزالكا.

## وصلات خارجية
- فيليبي فرنسيسكو دوس سانتوس على موقع قاعدة بيانات كرة القدم.إي يو (الإنجليزية)
- فيليبي فرنسيسكو دوس سانتوس على موقع Soccerway.com (الإنجليزية)
- فيليبي فرنسيسكو دوس سانتوس على موقع عالم كرة القدم.نت (الإنجليزية)